# Ricochet
Ricochet — одинадцятий студійний альбом шотландської групи Bay City Rollers, який вийшов у 1981 році.

## Композиції
1. Doors, Bars, Metal — 3:43
2. Life on the Radio — 4:40
3. No Doubt About It — 3:57
4. Roxy Lady — 3:28
5. Ricochet — 2:26
6. Won't You Come Home With Me — 3:11
7. Ride — 4:09
8. Lay Your Love on the Line — 3:51
9. That's Where the Boys Are — 3:26
10. Set the Fashion — 3:29
11. This Is Your Life — 3:33

## Склад
- Дункан Фор: вокал
- Ерік Фолкнер: гітара
- Стюарт "Вуді" Вуд: бас, гітара
- Дерек Лонгмаєр: ударні
- Алан Лонгмаєр: гітара